# Cylindrepomus spinosus
Cylindrepomus spinosus is een keversoort uit de familie van de boktorren (Cerambycidae). De wetenschappelijke naam van de soort werd voor het eerst geldig gepubliceerd in 1990 door Hüdepohl.